# Dodekasyllabischer Vers
Der dodekasyllabische Vers (griechisch: δωδεκασύλλαβος στίχος dodekasyllabos stíchos  „zwölfsilbiger Vers“) oder Zwölfsilber ist ein jambisches Versmaß der mittelgriechischen Metrik.
Der Vers ist aus dem jambischen Trimeter der altgriechischen quantitierenden Metrik hervorgegangen, dem folgendes Schema zugrunde liegt:  
x — U — | x || — U || — | x — U —.
Da die Vokalquantitäten in der mittelalterlichen und modernen Aussprache des Griechischen nicht mehr vorhanden sind, werden die Regeln gegenüber dem antiken jambischen Trimeter so verändert, dass der Charakter als Vers auch ohne diese wahrgenommen wird:
- Die Möglichkeit, lange Silben in bestimmten Positionen in zwei kurze aufzulösen, entfällt, so dass der Vers immer zwölf Silben hat.
- Die vorletzte Silbe ist stets betont.

Die antiken Regeln der Prosodie werden dabei entweder vollständig, teilweise (mit Ausnahme der Vokale α ι υ, die im Altgriechischen kurz oder lang sein können) oder auch gar nicht beachtet.
Der Vers wird  in den meisten Epigrammen der byzantinischen Zeit und unter anderem in den Dichtungen von Georgios Pisides, Johannes Geometres und Theodoros Prodromos verwendet. Seit dem 10. Jahrhundert tritt der rein rhythmische politische Vers an seine Seite, ohne ihn vollständig zu verdrängen.